# Wilhelm Reich
Wilhelm Reich (Dobrzeynica, 24. travnja 1897. – Lewisburg, SAD, 3. studenog 1967.), austrijski psihijatar.

## Životopis
Sljedbenik je Freudove škole psihoanalize, a 20-ih godina u Beču je započeo vlastitu metodu "karakterno-analitičke vegetoterapije". Pred dolazak nacizma emigrirao je u Dansku, Švedsku i Norvešku, a osjećajući se žrtvom novinske kampanje 1939. godine prelazi u SAD. Zatvaran je zbog navodnog prakticiranja radikalne sekusalne terapije, a njegova djela su, pod sumnjom da je "crveni fašist", proskribirana i djelomično uništena. Umro je pod zagonetnim okolnostima.

## Nepotpun popis djela
- "Masovna psihologija fašizma",
- "Karakterna analiza",
- "Spolna revolucija: prilog karakternoj samoupravi čovjeka" (1985. na hrv. preveo Benjamin Tolić)

## Vanjske poveznice
- Literatura od Wilhelma Reicha i o Wilhelmu Reichu u katalogu Njemačke nacionalne knjižnice (njem.)